# Patuakhali S.
Patuakhali S. är ett underdistrikt i Bangladesh. Det ligger i den södra delen av landet, 150 km söder om huvudstaden Dhaka.
Trakten runt Patuakhali S. består till största delen av jordbruksmark. Runt Patuakhali S. är det mycket tätbefolkat, med 1 018 invånare per kvadratkilometer.